# 케네마

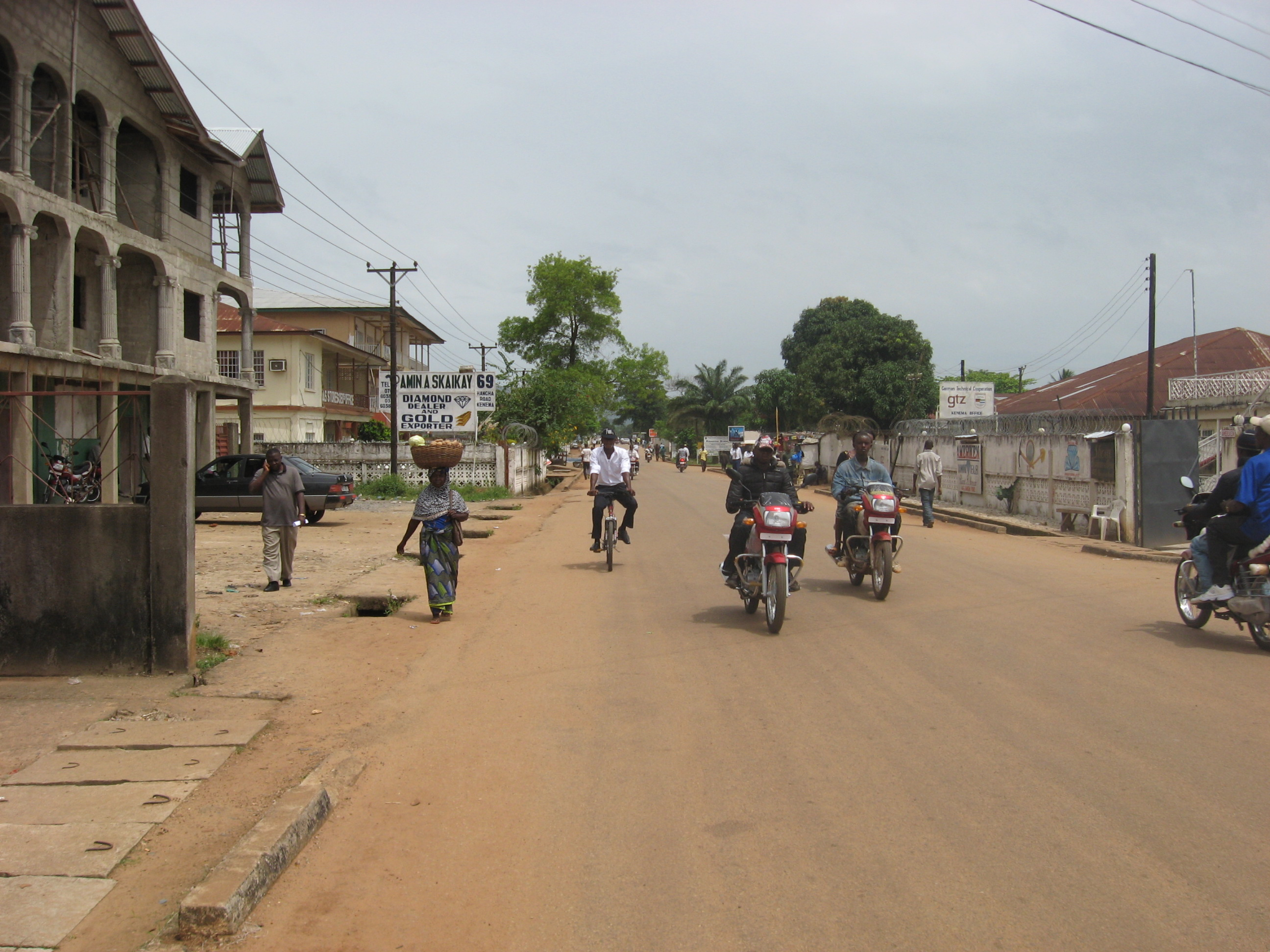

케네마(Kenema)는 시에라리온 남동부에 위치한 도시로, 동부주의 주도이며 인구는 294,539명이다. 시에라리온에서 세 번째로 큰 도시이며 수도 프리타운에서 185km 정도 떨어진 곳에 위치한다. 시에라리온 철도가 개통되면서 급격히 발전했으며 벌목 지대와 목재 공업 지대가 들어서 있다. 1931년 다이아몬드 광산이 발견되면서 광업도 발달했다.

## 인구
| 연도    | 인구    | ±%      |
| ------- | ------- | ------- |
| 1974    | 31,458  | —       |
| 1985    | 52,473  | +66.8%  |
| 2004    | 128,402 | +144.7% |
| 2015    | 200,443 | +56.1%  |
| source: |         |         |